# Nuốt gạc nai
Gạc nai hay Nuốt gạc nai (danh pháp: Casearia tardieuae) là một loài thực vật có hoa trong họ Liễu. Loài này được Lescot & Sleumer mô tả khoa học đầu tiên năm 1970.